# تي تي 34
مقبرة تي تي 34 تقع في مدينة العساسيف. تشكل جزءًا من مدينة طيبة الجنائزية، الواقعة على الضفة الغربية لنهر النيل في الأقصر. المقبرة هي مكان دفن المسؤول المصري القديم منتومحات.

## التاريخ
بدأ العمل على مقبرة تي تي 34 في عام 1941 على يد زكريا غومين، وقد حقق فريق دكتور فاروق جمعة (قائد فريق التنقيب) تقدمًا في عام 1988 عندما اكتشفوا تابوت ابن منتومحات الصغير. كان لدى منتومحات نسخ من التعاويذ من نصوص الأهرام ونصوص التابوت الموضوعة على جدران المقبرة لمساعدة المتوفى.
المقبرة هي ثاني أكبر مقبرة في العساسيف، وهي مفتوحة في الأعلى. ألوان الحجر الجيري بالمقبرة ونقوشها رائعة. يوجد أكثر من 300 متر من الممرات في الداخل. 

## أنظر أيضاً
- قائمة المقابر في مدينة طيبة الجنائزية